# Campus Lausanne

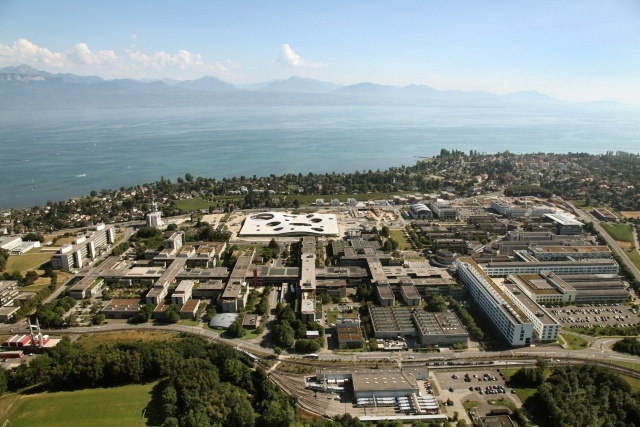
Luftansicht der EPFL im westlichen Teil des Campus

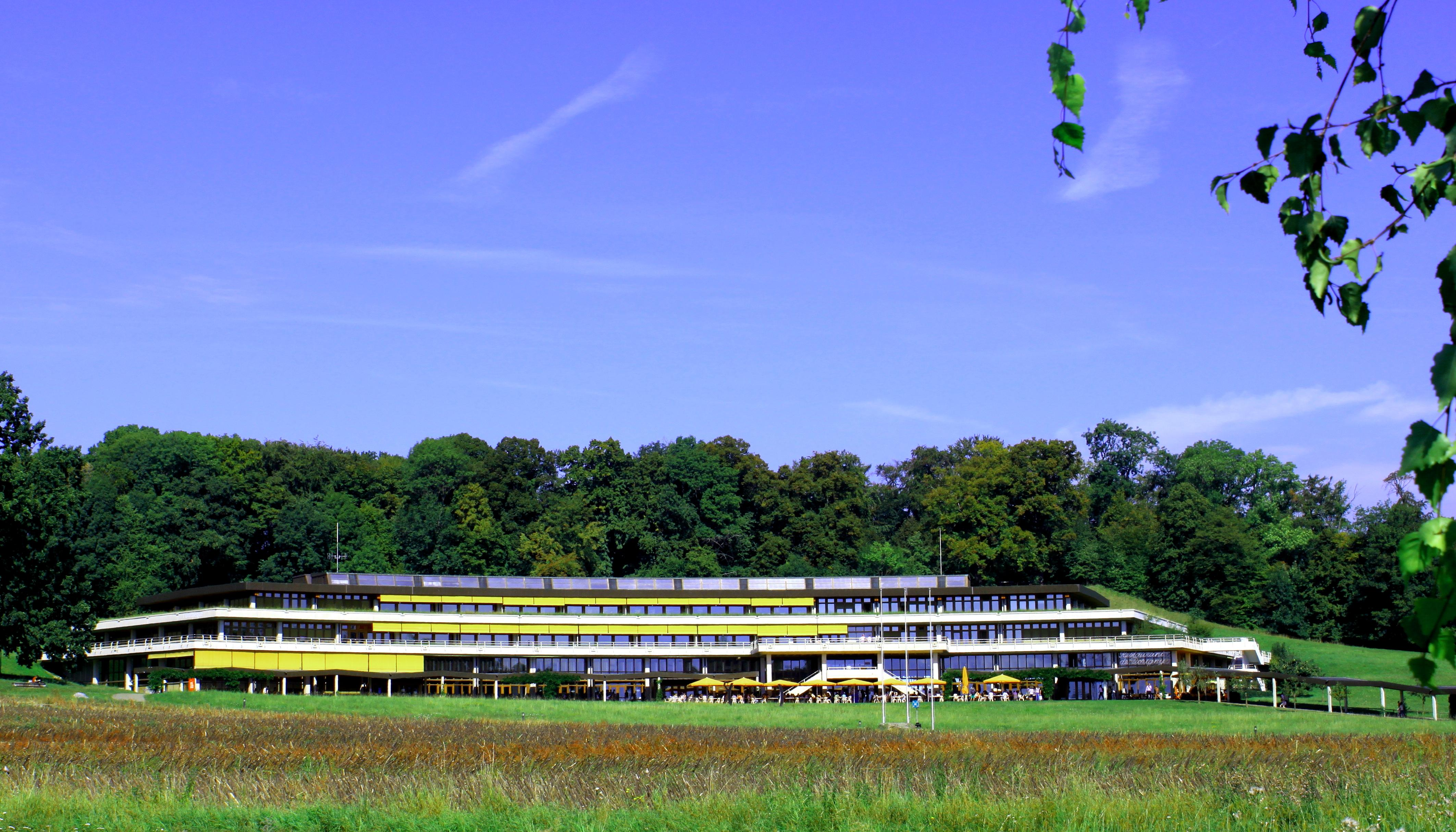
Universitätsbibliothek Unithèque im östlichen Teil des Campus

Der Campus Lausanne oder Campus Dorigny (frz. Campus de Lausanne bzw. Campus de Dorigny) ist ein 2,2 km² grosses Areal unmittelbar westlich von Lausanne im Schweizer Kanton Waadt, wo sich die Universität Lausanne (UNIL), die École polytechnique fédérale de Lausanne (EPFL) und verschiedene andere Institutionen befinden. Der Campus liegt überwiegend auf dem Gebiet der Gemeinde Ecublens, kleinere Teile gehören zu den Gemeinden Chavannes-près-Renens und Saint-Sulpice (alle im Bezirk Ouest lausannois). Im Jahr 2013 arbeiteten und studierten hier rund 31'000 Personen.

## Lage
Durch das weitläufige Gelände fliesst der Fluss Chamberonne; er nimmt hier die Mèbre auf und mündet wenige hundert Meter südlich in den Genfersee. Die Verkehrserschliessung erfolgt durch die Autobahn A1 und die Hauptstrasse 1. Die im Jahr 1991 eröffnete Linie M1 der Métro Lausanne besitzt auf dem Gelände vier Haltestellen: UNIL-Chamberonne, UNIL-Mouline, UNIL-Sorge und EPFL. Ein Wahrzeichen des Campus ist die im Jahr 1800 gepflanzte Napoleoneiche; mehrere Äste des mächtigen Baumes wurden einer vollständigen Genomsequenzierung unterzogen.

## Geschichte

Das spätere Campusgelände im Jahr 1960

In der zweiten Hälfte des 17. Jahrhunderts baute ein Zweig der Familie de Loys nach und nach einen Gutshof in der Umgebung des Flusses Chamberonne auf. Zu Beginn des 18. Jahrhunderts entwickelte sich hier eine proto-industrielle Aktivität. Jean-Rodolphe de Loys richtete in der Schleife des Wasserlaufs ab 1706 eine Papierfabrik ein, 1731 dann eine Wäscherei und eine Schmiede. Étienne-François-Louis de Loys liess von 1770 bis 1774 ein repräsentatives Herrenhaus errichten, das Château de Dorigny. Ebenso baute er das Landgut durch die Errichtung von Wirtschaftsgebäuden weiter aus. Bis 1910 lebte die Familie de Loys ständig in Dorigny.
1906 überlegte sich Pierre de Coubertin, am Genfersee einen dauerhaften Austragungsort für die Olympischen Spiele zu errichten. Fünf Jahre später organisierte er zu diesem Zweck einen Architekturwettbewerb, den Eugène Monod und Alphonse Laverrière gewannen. Für ihren Entwurf erhielten sie die Goldmedaille bei den Kunstwettbewerben der Sommerspiele 1912 in Stockholm zugesprochen. 1918 überarbeitete Laverrière seinen Entwurf, doch das Projekt der «Olympiastadt» scheiterte endgültig. Das Olympiastadion war am Standort der heutigen Universitätsbibliothek vorgesehen. Von 1917 bis 1950 wurde das Herrenhaus an prominente Personen vermietet, darunter Prinz Aga Khan III., Prinz Karim Aga Khan IV. und dessen Ehefrau Rita Hayworth. Nach dem Tod von Marguerite de Loys, der letzten Vertreterin ihres Familienzweigs, fiel das Landgut Dorigny 1938 an die Familie Hoyos-de Loys, die sich jedoch nicht mehr dafür interessierte.
1945 stellte Gabriel Despland, der für Verkehr zuständige Staatsrat des Kantons Waadt, das ambitionierte Projekt eines Flughafens auf dem flachen Gelände vor. Doch ein Jahr später lehnten die Stimmberechtigten von Lausanne die Genehmigung eines Planungskredits ab. 1963 verkaufte die Erbengemeinschaft Hoyos-de Loys den Gutshof an den Kanton Waadt, der die auf mehr als 40 Standorte verteilte Universität zusammenführen wollte. Das erste Gebäude der Universität, das auf dem neuen Campus eröffnet wurde, war das Amphipôle im Oktober 1970. Der Chefarchitekt des Campus war Guido Cocchi. 1978 bezog auch die EPFL ihre ersten Gebäude in der westlichen Hälfte des Campus Dorigny. Über die Jahrzehnte entstanden mehr als 60 Bauwerke.
2013 kündigte Radio Télévision Suisse an, sein Zentrum in Lausanne (Hauptsitz der Radiosender) in ein neues Gebäude auf dem Campus zu verlegen. Die Bauarbeiten begannen 2020 und sollen 2025 abgeschlossen sein.

## Institutionen
Universität Lausanne (UNIL):

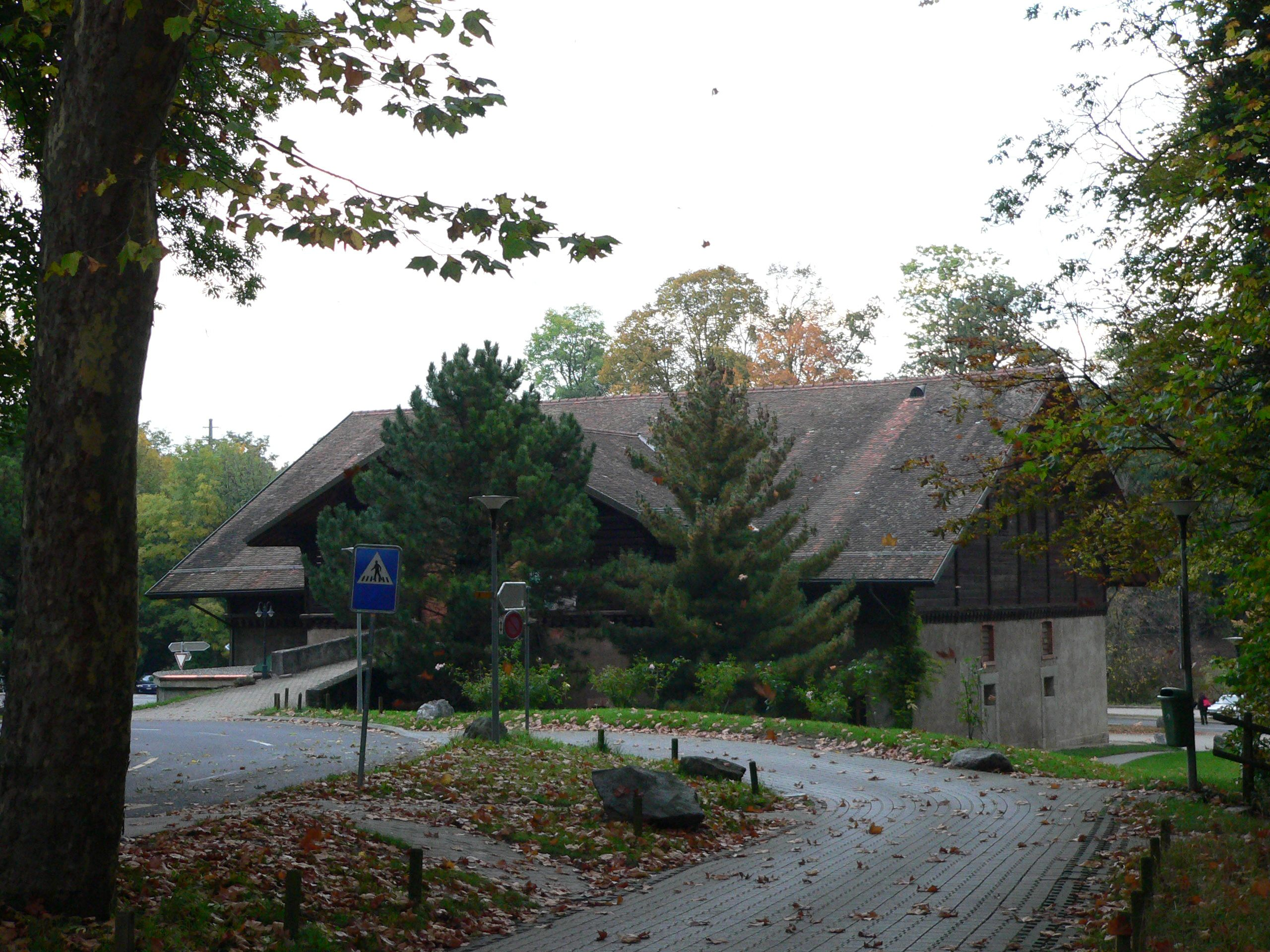
La Grange de Dorigny

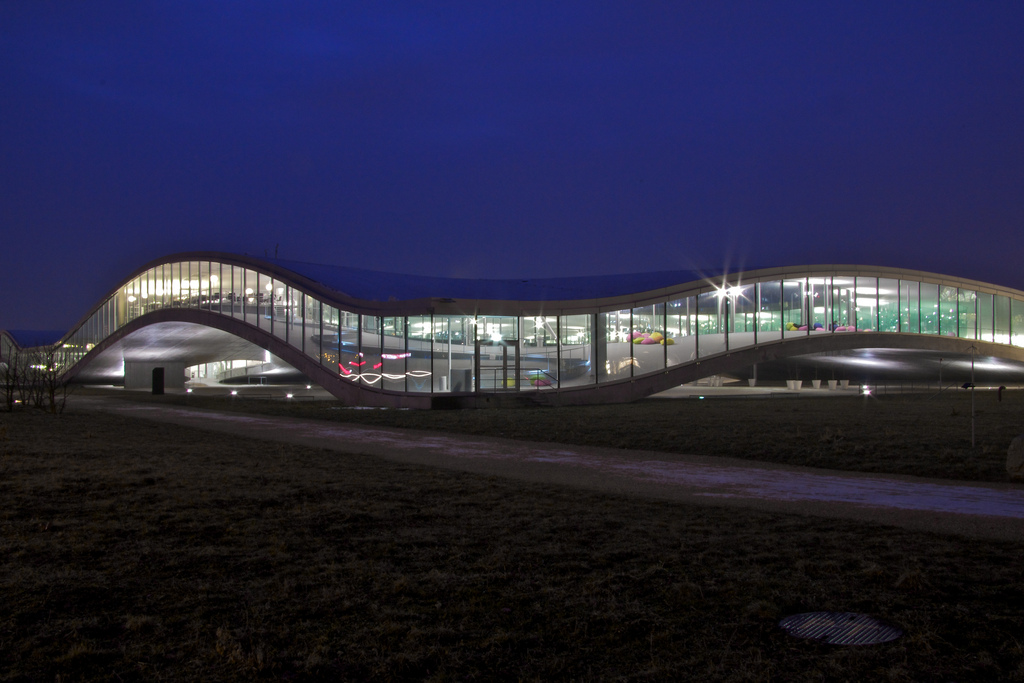
Rolex Learning Center

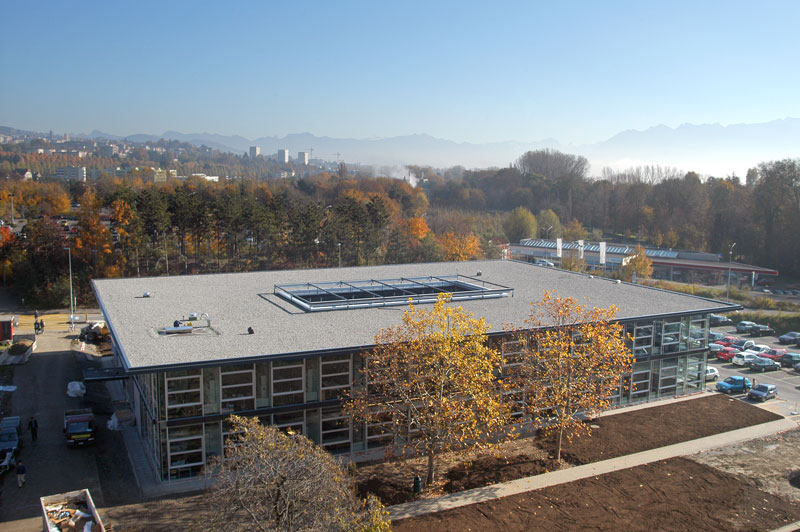
Gebäude Extranef der UNIL

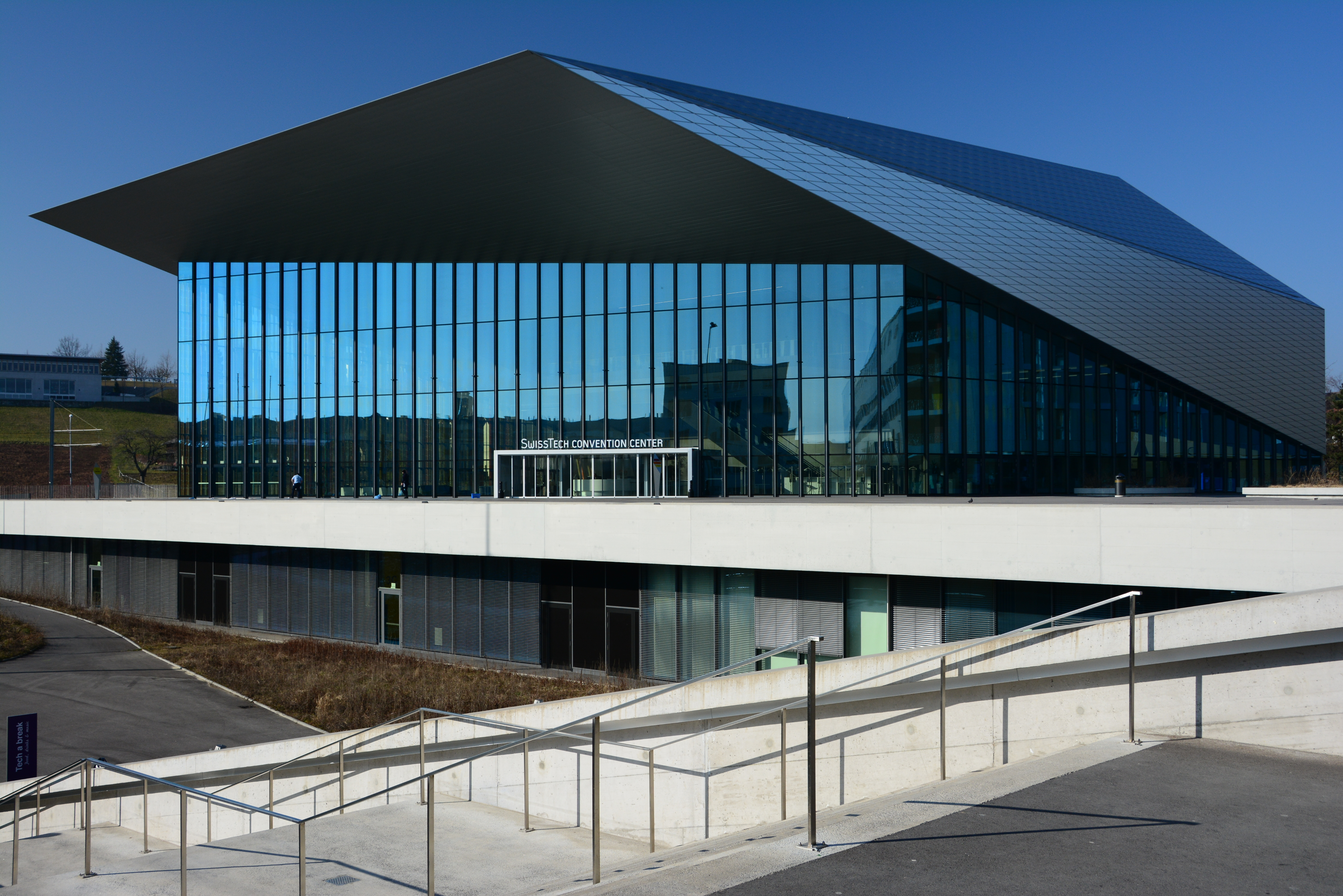
SwissTech Convention Center

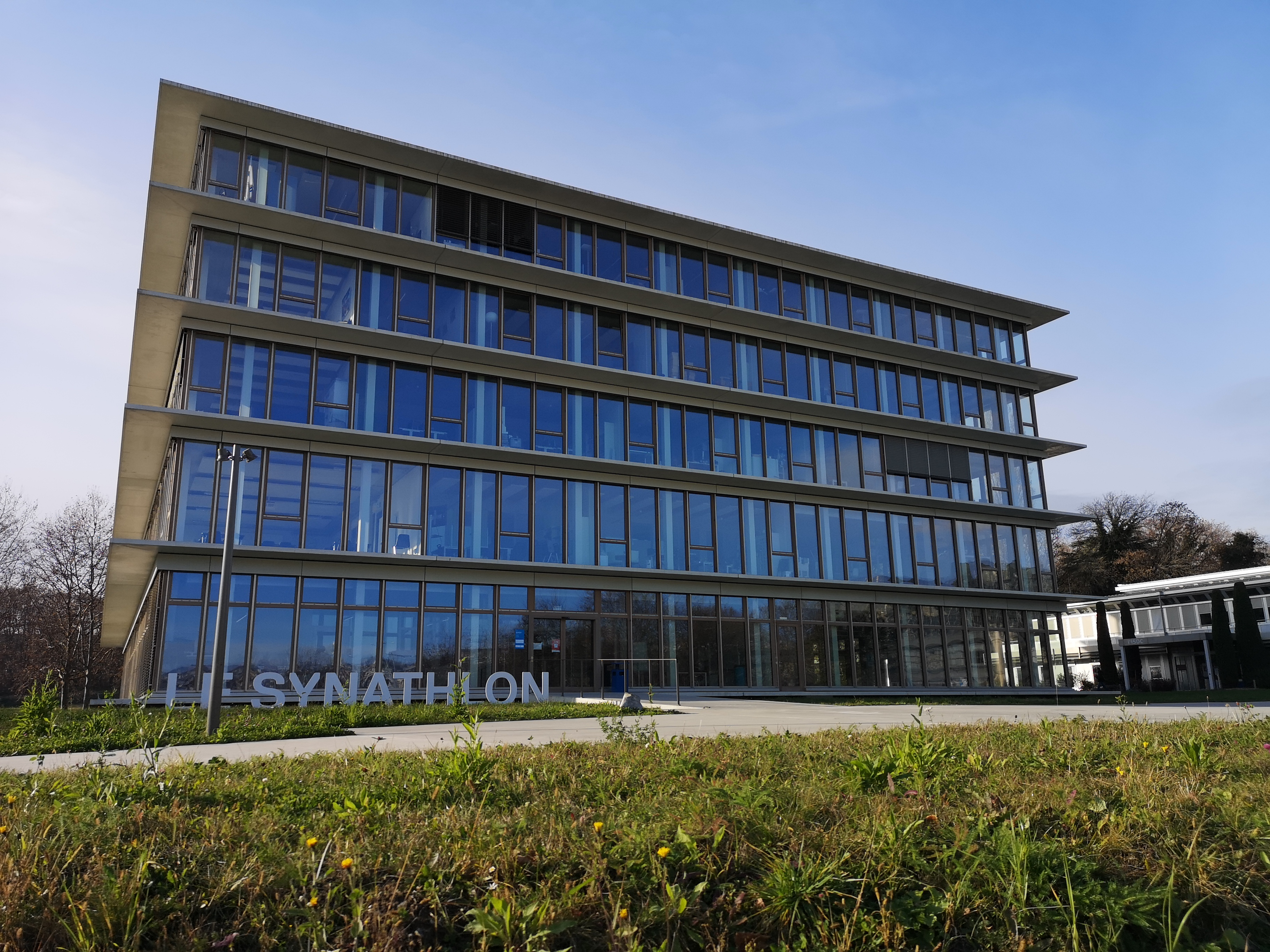
Internationale Akademie für Sportwissenschaft und -technik

- École des hautes études commerciales (HEC, wirtschaftswissenschaftliche Fakultät)
- Hochschulinstitut für öffentliche Verwaltung (IDHEAP)
- Kantons- und Universitätsbibliothek Lausanne
- La Grange de Dorigny (Theater der UNIL)

École polytechnique fédérale de Lausanne (EPFL):
- Schweizerisches Institut für Experimentelle Krebsforschung (SREC)
- Tokamak à configuration variable (Kernfusionsreaktor)
- SwissTech Convention Center (Kongresszentrum)
- Rolex Learning Center
- EPFL Innovation Park (Teil des Schweizerischen Innovationsparks)
- Musée Bolo (Computermuseum)
- Archizoom (Architekturmuseum)

Gemeinsame Einrichtungen UNIL/EPFL:
- Sprachenzentrum
- Sportzentrum
- Universitätssportvereine (American Football, Badminton, Fussball, Rugby, Unihockey, Volleyball)
- Berufsbildungszentrum
- Universitätszentrum für Finanzwesen
- Kompetenzzentrum für Materialoberflächenanalyse
- Biotechnologiezentrum
- Human Brain Project
- Fréquence banane (Campusradio)

Weitere Institutionen:
- Jean-Monnet-Stiftung für Europa
- Schweizerisches Institut für Rechtsvergleichung
- Schweizer Kompetenzzentrum Sozialwissenschaften
- Schweizerisches Institut für Bioinformatik
- Zentrum für Biomedizinische Bildgebung
- Schweizerische Archäologische Schule in Griechenland
- Presses polytechniques et universitaires romandes (Wissenschaftsverlag)
- Kantonsarchiv Waadt
- Internationale Akademie für Sportwissenschaft und -technik
- Internationaler Hochschulsportverband
- Medizinische Hochschule des Kantons Waadt (ab 2025)
- Rundfunkzentrum von Radio Télévision Suisse (ab 2025)

## Einrichtungen
Verpflegung:

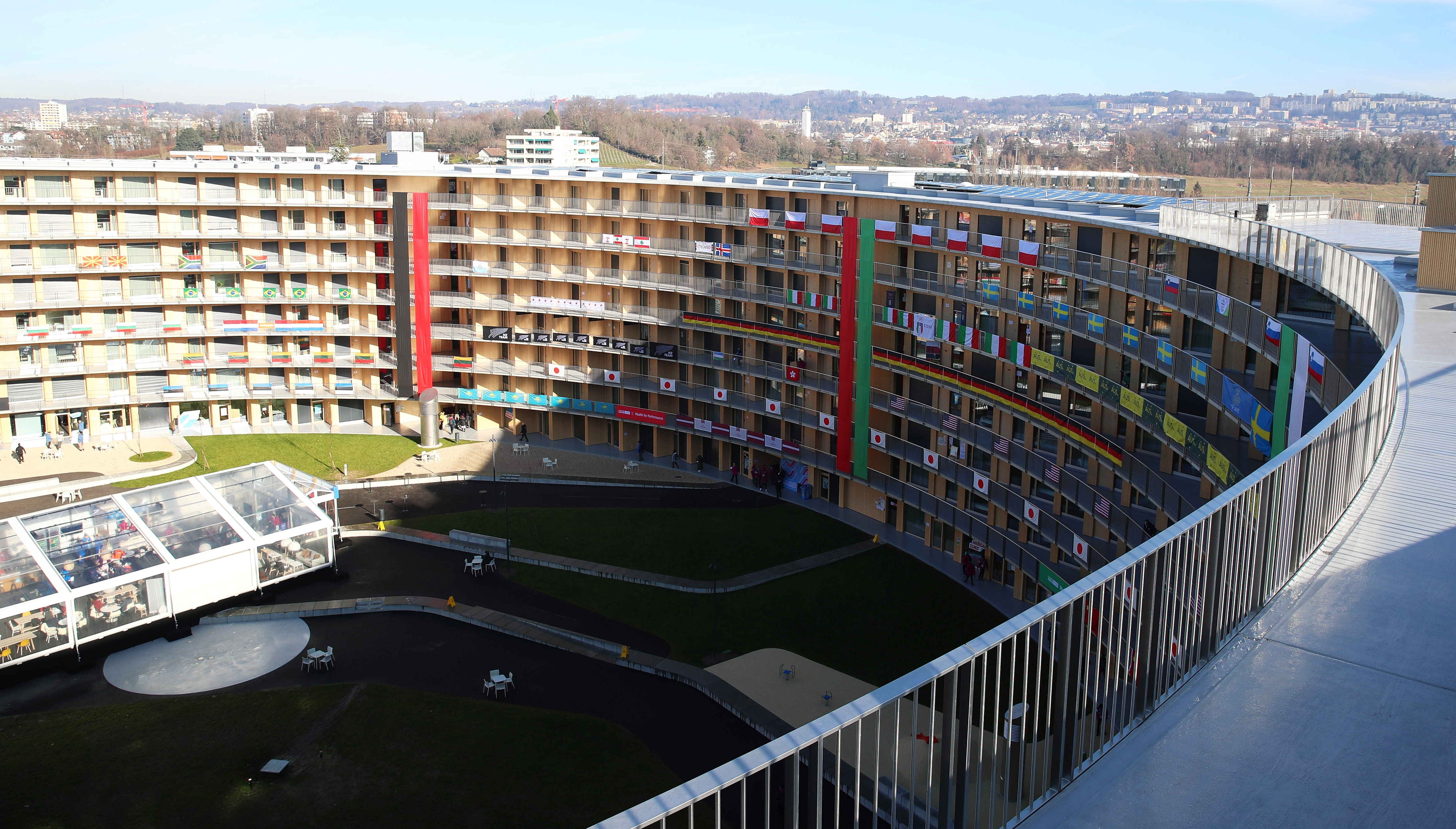
Vortex

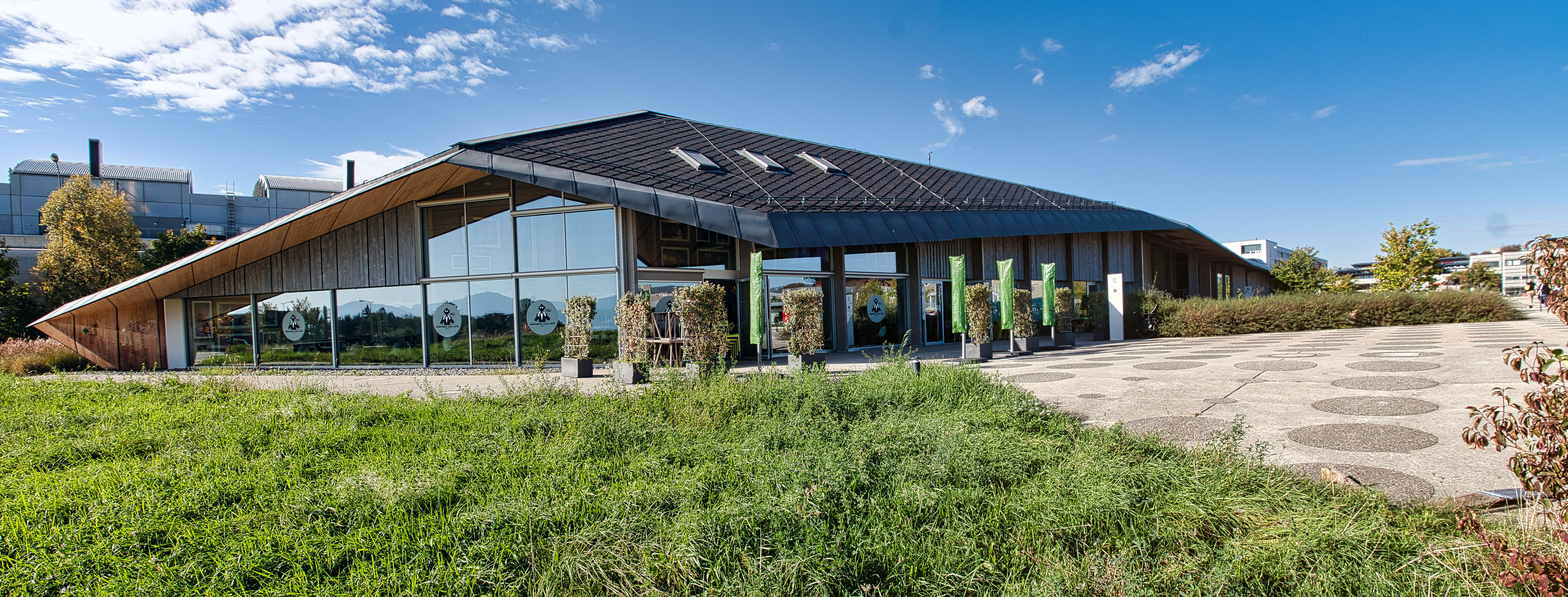
Montreux Jazz Cafe auf dem Campus der EPFL

- Zahlreiche Restaurants, Cafeterias und Essensstände
- Bars («Zelig» im Géopolis der UNIL und «Satellite» im CM-Gebäude der EPFL)

Lebensmittelläden:
- Zentrum «Les Arcades» mit Migros, Coop und Holy Cow! Burger Company
- «L’épicentre» an der UNIL
- «Le négoce» an der EPFL

Unterkünfte:
- Studentenwohnheime Atrium, Ochettes und Triaudes der Fondation de maisons pour étudiants de Lausanne (FMEL)
- Vortex (Studentenwohnheim der FMEL, olympisches Dorf der Olympischen Jugend-Winterspiele 2020)
- Starling Hotel und Swiss Tech Hotel
- Motel des pierrettes

Sonstiges:
- Buchhandlungen («Basta!» in der Anthropole und «La fontaine» im Rolex Learning Center)
- Universitäre Souvenirläden (der UNIL im Amphimax und der EPFL im Rolex Learning Center)
- Bankfilialen: Banque Cantonale Vaudoise im Internef und Credit Suisse im Rolex Learning Center
- Schweizerische Post an der Avenue Auguste-Piccard
- Ticket-Shop der Schweizerischen Bundesbahnen
- Kioske
- Kindertagesstätten
- Carsharing-Fahrzeuge
- Landwirtschaftsmärkte
- Biobauernhof (Ferme de Bassenges)

## Weitere Einrichtungen in Lausanne
Diese Bildungs- und Forschungseinrichtungen sind an anderen Standorten in Lausanne untergebracht:
- Centre hospitalier universitaire vaudois (Universitätsspital)
  - Schweizer Labor für Dopinganalysen
- Ludwig Institute for Cancer Research
- Schweizer Krebszentrum
- École hôtelière de Lausanne
- Kantonale Kunsthochschule Lausanne
- International Institute for Management Development
- Business School Lausanne